# Taufik
Taufik ist ein männlicher Vorname und Familienname.

## Bedeutung
Taufik bedeutet Erfolg.

## Namensträger

### Vorname
- Taufik Jussuf Awwad (1911–1989), libanesischer Schriftsteller und Journalist
- Taufik Hidayat (* 1981), indonesischer Badmintonspieler

### Familienname
- Muhammad Taufik (* 1987), indonesischer Radrennfahrer